# Triodonta aquila
Triodonta aquila es un coleóptero de la subfamilia Melolonthinae.

## Distribución geográfica
Habita en la península ibérica (España) y la Francia continental.